# LYRM2
LYRM2 (англ. LYR motif containing 2) – білок, який кодується однойменним геном, розташованим у людей на 6-й хромосомі. Довжина поліпептидного ланцюга білка становить 88 амінокислот, а молекулярна маса — 10 449.
| 10         |  | 20         |  | 30         |  | 40         |  | 50         |
| ---------- |  | ---------- |  | ---------- |  | ---------- |  | ---------- |
| MAASRLPPAT |  | LTLKQFVRRQ |  | QVLLLYRRIL |  | QTIRQVPNDS |  | DRKYLKDWAR |
| EEFRRNKSAT |  | EEDTIRMMIT |  | QGNMQLKELE |  | KTLALAKS   |  |            |

A: Аланін

D: Аспарагінова кислота

E: Глутамінова кислота

F: Фенілаланін

G: Гліцин

I: Ізолейцин

K: Лізин

L: Лейцин

M: Метіонін

N: Аспарагін

P: Пролін

Q: Глутамін

R: Аргінін

S: Серин

T: Треонін

V: Валін

W: Триптофан